# Toile de la Passion

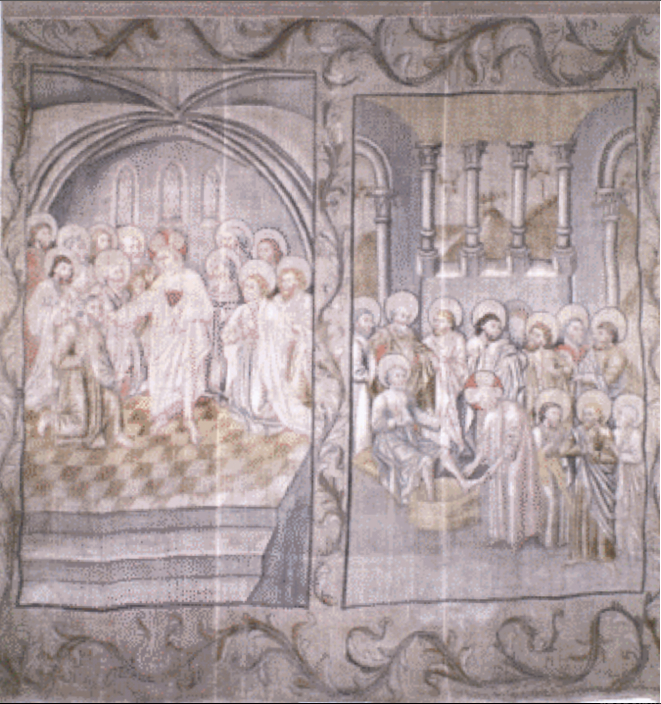
Une des toiles de la Passion exposée au Musée des beaux-arts de Reims.

La toile de la Passion ou voile de Carême, voile quadragésimal ou velum quadragesimale en latin, est une grande tenture de toile peinte - représentant les scènes de la Passion – déployée durant Carême dans les églises chrétiennes.

## Histoire
L'évolution de cette pratique prend son origine dans le récit de pèlerinage d'Égérie, qui visita la Terre sainte  au IVe siècle. Dans les églises orientales, en particulier, le rite de l'inhumation du Christ impliquait un engagement émotionnel des fidèles grâce à un usage savant des draps et des toiles peintes. Tout comme le lectionnaire arménien, un texte liturgique, au IXe siècle, - qui résume les usages aux siècles précédents - décrit une cérémonie où la croix était aspergée  puis enveloppée dans une étoffe, ensuite cette même étoffe posée sur l'autel était offerte à l'adoration des fidèles, telle un suaire. Un rite similaire est présent aussi dans la tradition  syrienne et copte. Alors que peu d'exemples nous sont parvenus jusqu'à nos jours, dès le Quattrocento, l'usage de décorer les églises de toiles peintes, surtout pendant les périodes de Carême,  se diffuse à de nombreux pays européens. Appréciées pour leur facilité d'installation et leur fond scénographique, la fonction de ces toiles étaient de cacher à la vue, l'autel, du début du Carême ou du dimanche de la Passion jusqu'au mercredi ou samedi saint.
Dans les églises arméniennes orthodoxes, le rideau du chœur est tiré pendant toute la période du Grand Carême. La Divine Liturgie  est célébrée à l'abri de la vue des fidèles et l'eucharistie n'est pas distribuée. Ceci, en signe de deuil et d'expulsion du Paradis (le premier dimanche du Grand Carême porte justement le nom de "Dimanche de l'Expulsion").

## Principales œuvres

### Allemagne
Découvertes dans les ruines du monastère d’Oybin, après la Seconde Guerre mondiale,  deux fastentuch (appellation germanophone pour toile de la Passion) sont restaurées dans les années 1990 par la fondation Abegg à Riggisberg, en Suisse. La plus grande  de 58 m2, datée de 1472, est exposée en permanence dans le musée de l'église Heiliges Kreuz (« Sainte Croix ») à Zittau depuis 1999 tandis que la plus petite de 4,15 × 3,40 m, datée de 1573, est abritée dans l'ancien monastère franciscain. Celle de la cathédrale de Fribourg est restaurée en 2003 et pèse désormais plus d'une tonne avec son nouveau matériel de suspension.

### Autriche
Exposé dans la  cathédrale de Gurk, le voile de Gurk de 9 m2 comporte des scènes du nouveau et de l'ancien testament réparties en 99 tableaux. Il est achevé en 1458 par Konrad von Friesach et constitue le plus grand et le plus ancien de Carinthie.

### France
Le musée des beaux-arts de Reims conserve une série de neuf toiles provenant de l'Hôtel-Dieu de la basilique Saint-Remi. Peintes en couleurs à la détrempe, entre 1460 et le début du XVIe siècle, sur un support de chanvre à armure toile, elles sont de dimensions de 350 × 340 cm. Le ou les auteurs sont inconnus.

### Italie
Dans le premier quart du XVIe siècle, la pratique de son ostension se diffuse parmi les « confréries des Disciplinés » (Confratenite dei Disciplinanti). À Gênes, le musée diocésain (it) abrite un cycle de peintures provenant de l'abbaye San Nicolo del Boschetto (it) et daté de 1538, composé de 14 toiles de lin teintes à l'indigo (ou toiles de jean) ; de dimensions différentes (la plus monumentale mesurant 460 × 450 centimètres), elles sont peintes à la céruse sur fond monochrome, selon la technique du contraste. L'œuvre, inspirée de la Grande Passion d'Albrecht Dürer, est attribuée en partie au peintre Teramo Piaggio.
En Sicile, où son usage est très développé du XIXe jusqu'au début du XXe siècle, la toile s'appelle Taledda ou Tila, et son rituel trouve toute son intensité le jour du samedi saint, dans la Caduta della Taledda, où l'autel est dévoilé au moment du Gloria in excelsis. À Palerme il est possible d'assister à ce rituel dans l'église de San Domenico.

## Toiles exposées

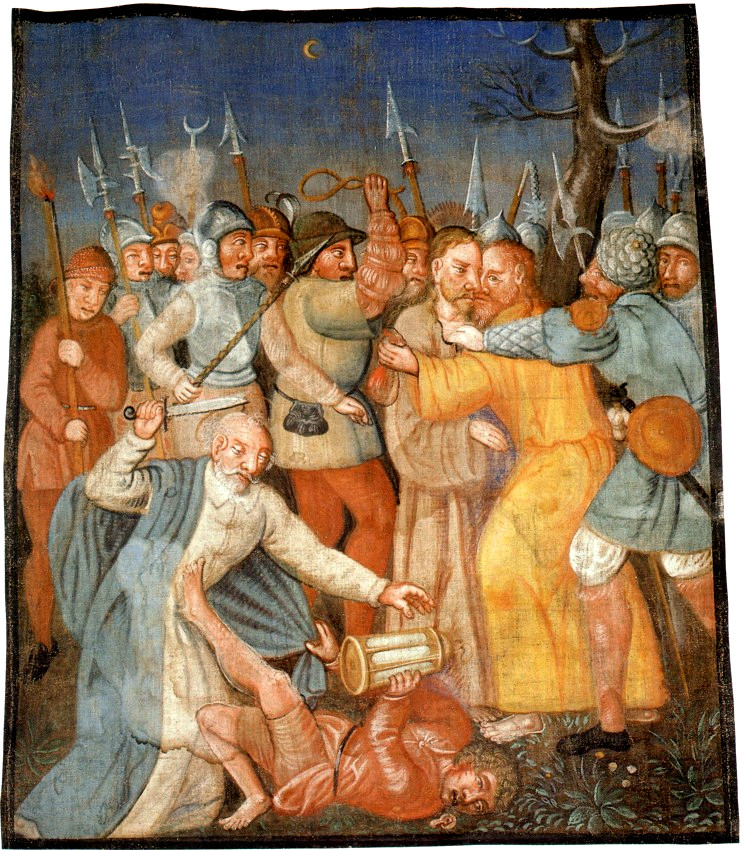
Abbaye de Millstatt (de).
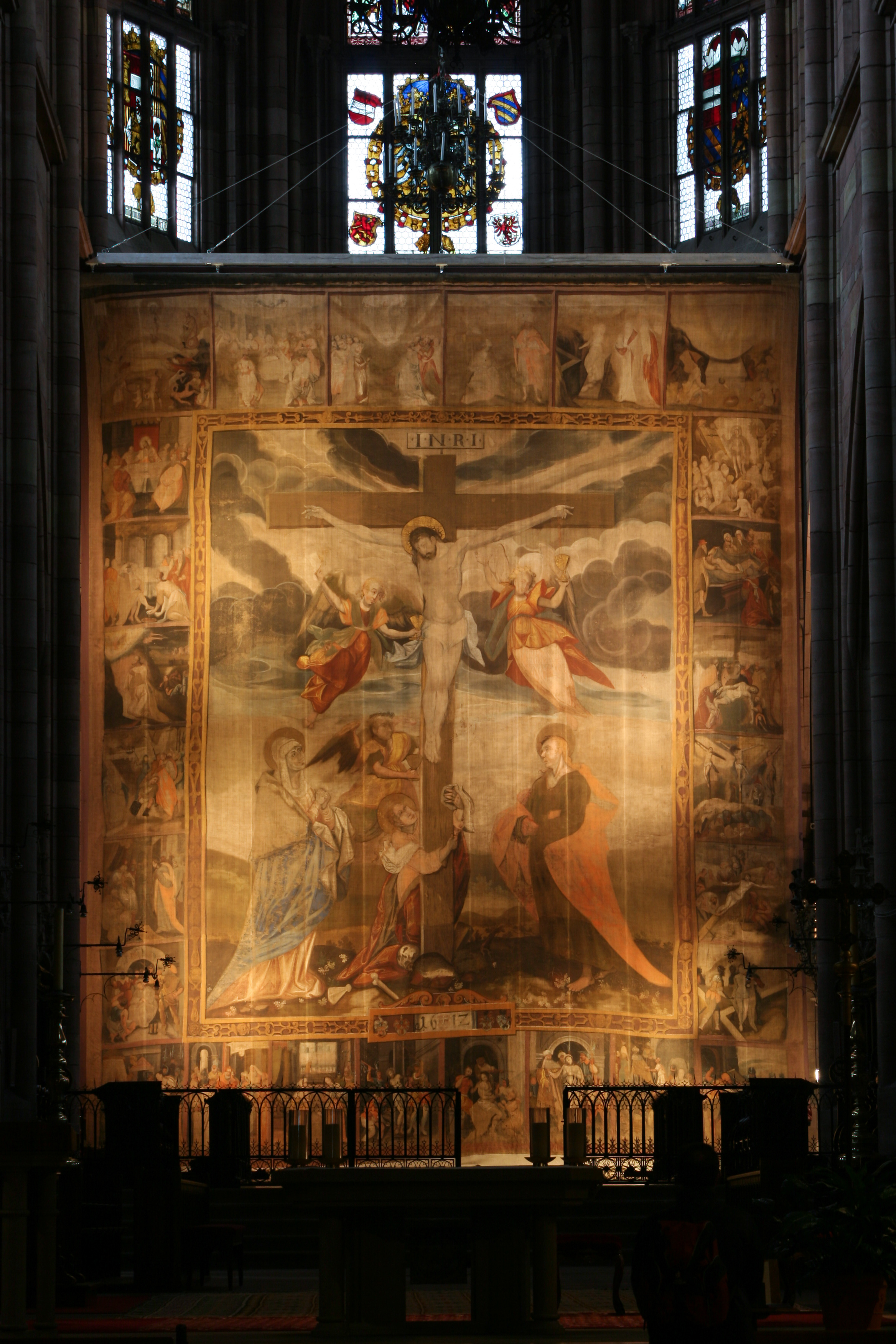
Le fastentuch de la cathédrale de Fribourg.
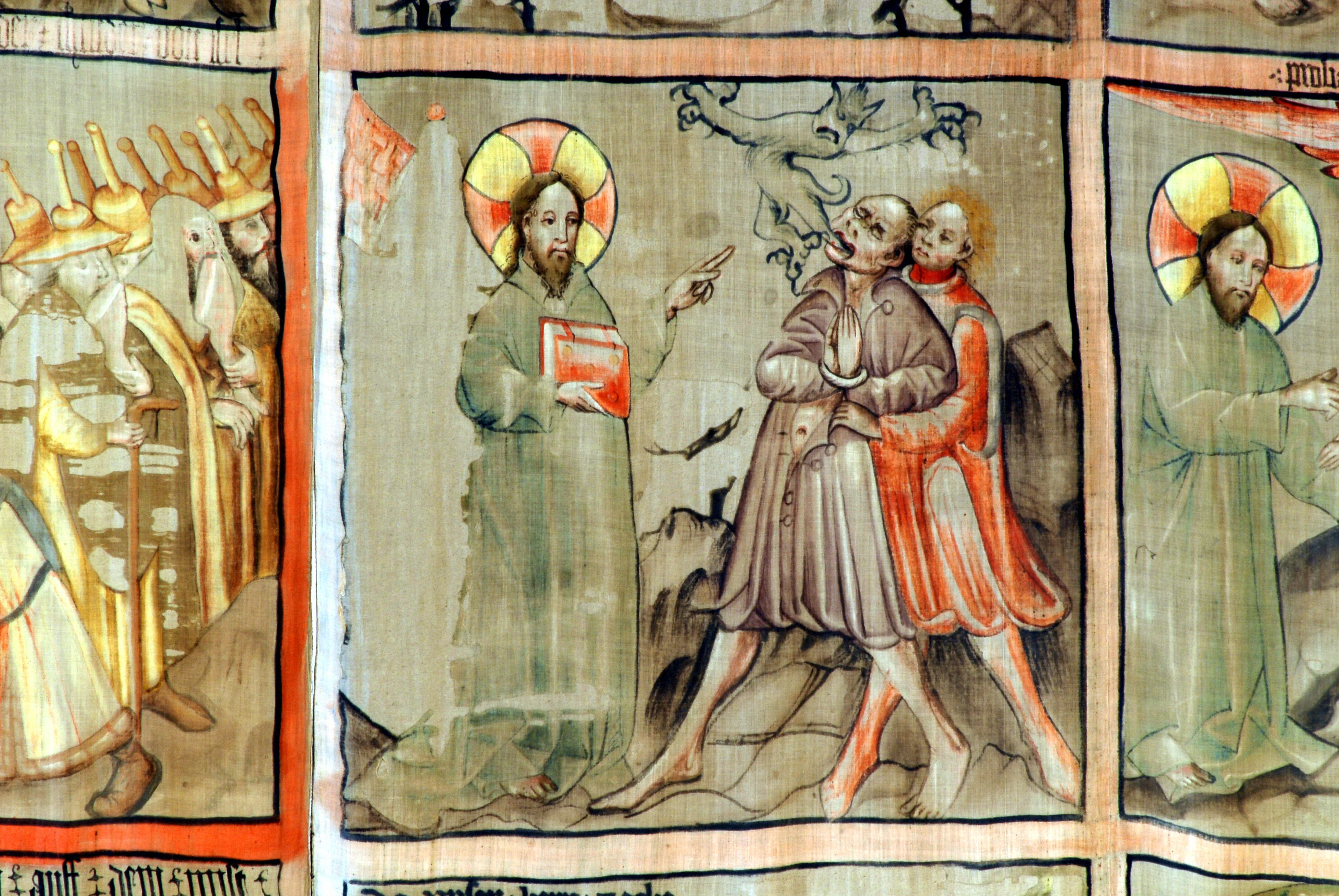
Détails de la toile de la cathédrale de Gurk.
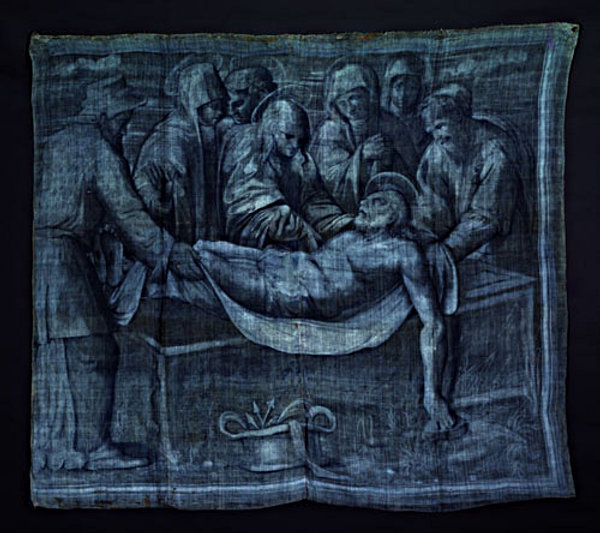
Musée diocésain de Gênes.
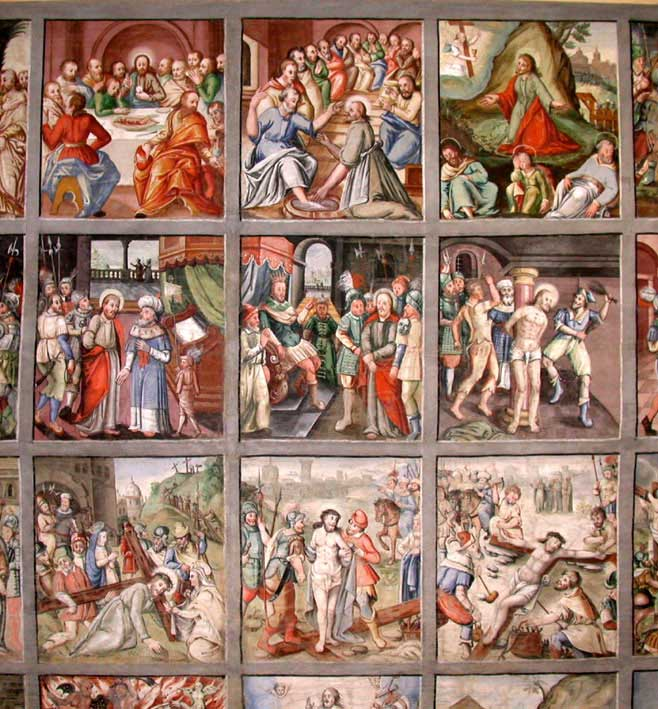
Musée de Val Gardena (de).